# Kolosy

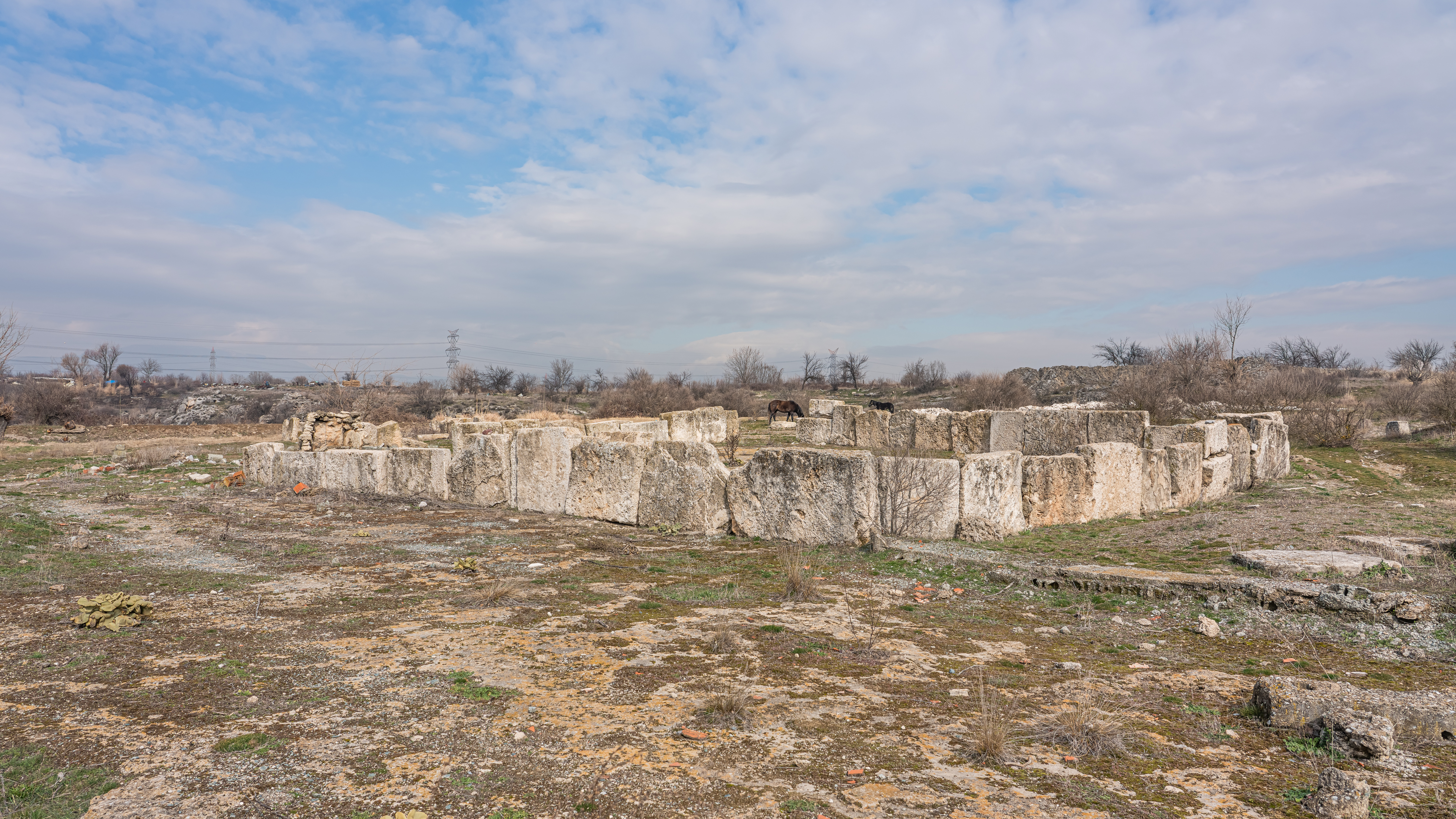
Kolosy – pozůstatky antického města poblíž Denizli v Turecku

Kolosy (/kəˈlɒsi/; řecky: Κολοσσαί) bylo starověké město ve Frýgii v Malé Asii a jedno z nejslavnějších měst jižní Anatolie (dnešního Turecka).
List Koloským adresoval apoštol Pavel církvi v Kolosech. Město bylo významné od 5. století př. n. l., později jeho význam upadal. Kolosy byly začleněny do Římské říše jako římská provincie Phrygia Pacatiana, později patřily k Východořímské říši, než byly v letech 1192–1193 zničeny. Jeho obyvatelé přesídlili do nedalekého města Chóny (Chonai, dnešní Honaz).

## Poloha a zeměpis
Kolosy se nacházely 15 km jihovýchodně od Laodikeje na cestě z Efezu a Milétu, která vedla údolím řeky Lykos, přiléhaly k úpatí hory Kadmus (tur.Topçambaba Mountain), nejvyšší hory západního Egejského regionu, jihovýchodně od starověkého města Hierapolis. V Kolosech se spojovaly důležité cesty ze Sard a Efezu.

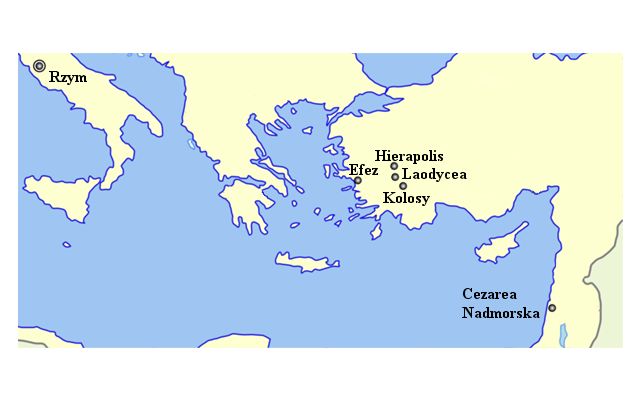
Kolosy – mapa

Hérodotos je nazval „velkým městem Frýgie“ a také o nich napsal, že „řeka Lykos padá do zemského otvoru a mizí z dohledu, a pak se asi po pěti mílích opět vynořuje a tato řeka se také vlévá do Maiandru“, což je turecká řeka Velký Menderes.

## Historie a ekonomika
Xenofón, píšící v 5. století př. n. l., se o Kolosech zmiňuje jako o „lidnatém, bohatém a významném městě“, které bylo proslulé obchodem s vlnou. Strabón poznamenává, že město mělo velké příjmy z četných stád ovcí a že proslulá barvená vlna colossinus dala městu jméno. Kolosy se živily chovem ovcí a jejich vývozem a bylo důležitým centrem vlnařství; jeho ekonomický rozkvět však skončil založením blízké Laodikeje Antiochem II., který z ní učinil nové hospodářské středisko.
Obyvatelstvo Kolos bylo značně smíšené – tvořili je Frýgové, Řekové, Římané a násilně tam bylo deportováno dvě stě židovských rodin, žili tam i příslušníci dalších národností.

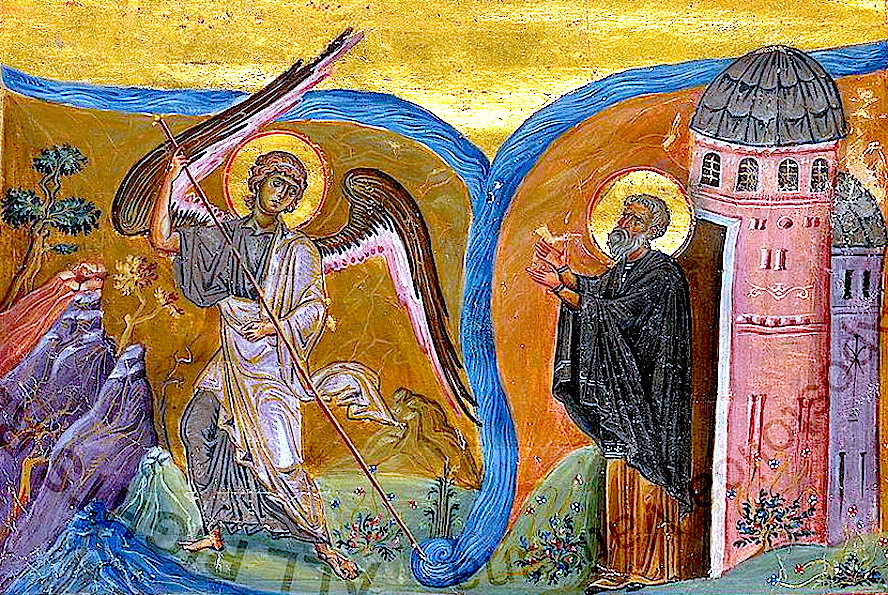
Zázrak archanděla Michaela v Chónách, Menologion Basila II.

### Křesťanské období
Zakladatelem rané křesťanské církve v Kolosech byl zřejmě Epafras, který přinesl apoštolu Pavlovi povzbudivé zprávy o sboru, ale také zneklidnění ze vzmáhajícího se falešného učení. Proto Pavel napsal Koloským z římského vězení svůj list, který je důležitý svojí christologií: Kristus je hlavou církve a všeho tvorstva! Podle tradice byl Epafras prvním biskupem koloské církve a Filemon, kterému svatý Pavel adresoval svůj List Filemonovi, byl druhým biskupem.
Ke křesťanskému údobí Kolos se váže vyprávění o zázraku archanděla Michaela, který zachránil koloský chrám zasvěcený jeho jménu od zaplavení vodami dvou říčních ramen, které tam nasměrovali místní pohané. Zbožný Archippos se vroucně modlil k archandělu Michaelovi za záchranu chrámu a tehdy se vojevůdce nebeských mocností zjevil a udeřil svým mečem do skály, ve které vznikla průrva a nebezpečné vody tam byly odvedeny. Místo zázraku dostalo název Chóny (v překladu otvor, průrva) a památka na tu událost je slavena 6. září juliánského kalendáře.
Chrám sv. Michaela v Kolosech byl jeden z největších mezi církevními stavbami na Blízkém východě, v jehož blízkosti se nacházel léčivý pramen. Chrám dal postavit obyvatel z Laodiceje, jehož němá dcera se napitím vody z toho pramene uzdravila. Během byzantských občanských válek byl chrám v letech 1192–1193 zničen.
V roce 60 po Kr. město zničilo velké zemětřesení, obyvatelé je znovu vybudovali bez pomoci římského státu. Sláva a věhlas města pokračovaly i v byzantském období a v roce 858 bylo město povýšeno na metropolitní stolec.

## Archeologické nálezy

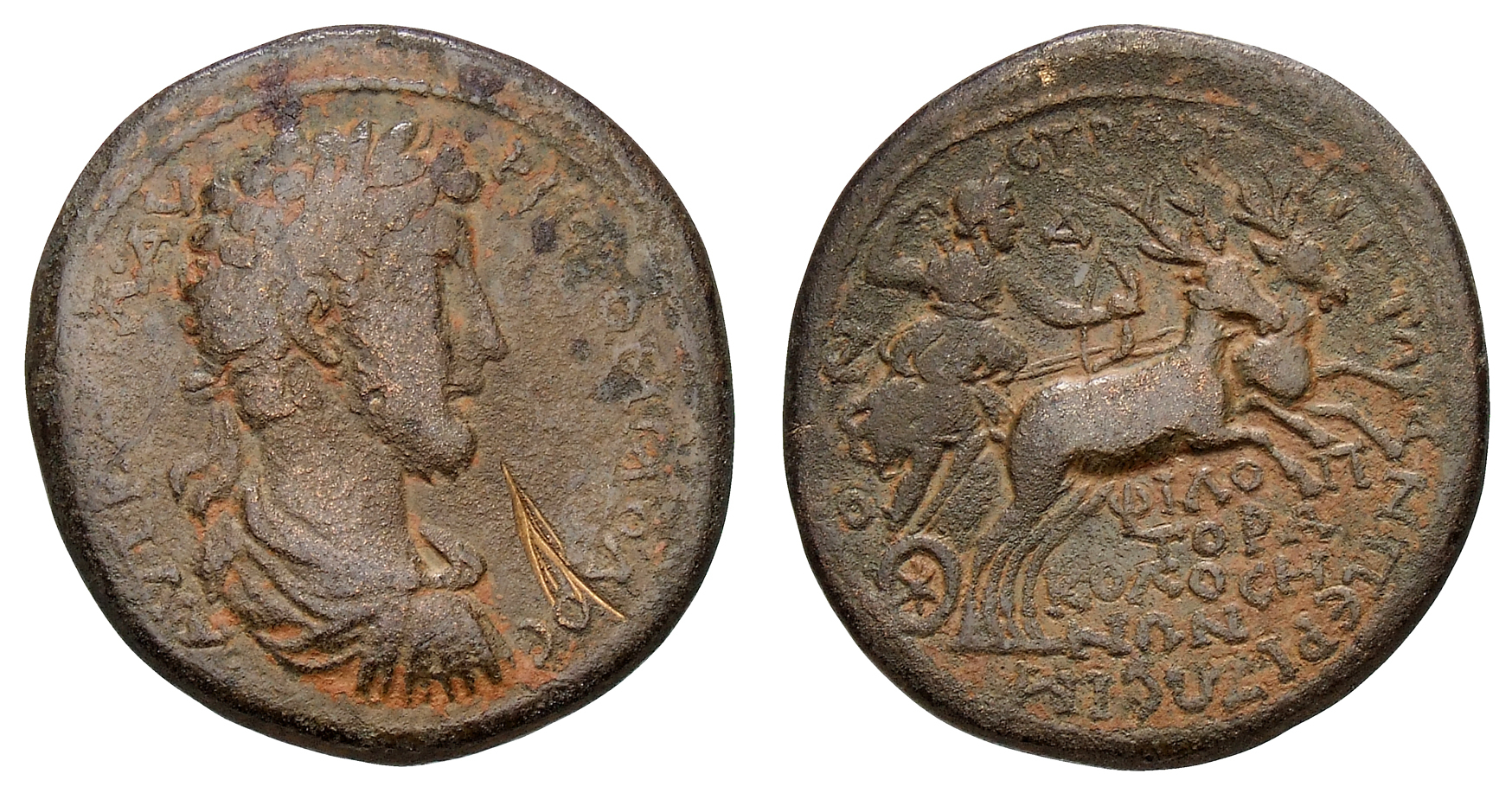
Mince z Kolos, Mincovní kabinet, Berlín

Od roku 2019 nebyly Kolosy nikdy vykopány, protože většina archeologické pozornosti se soustředila na nedaleké Laodiceje a Hierapolis, ačkoli jsou známy plány na expedici na toto místo pod vedením Australanů. Současné naleziště vykazuje bikonickou akropoli vysokou téměř 30 m a zahrnuje plochu téměř 22 akrů (8,9 ha). Na východním svahu se nachází divadlo, do kterého se pravděpodobně vešlo asi 5 000 lidí, což naznačuje celkovou populaci 25 000–30 000 lidí. Divadlo bylo pravděpodobně postaveno v římském období a může se nacházet v blízkosti agory, která přiléhá ke cardo maximus neboli hlavní severojižní komunikaci města.

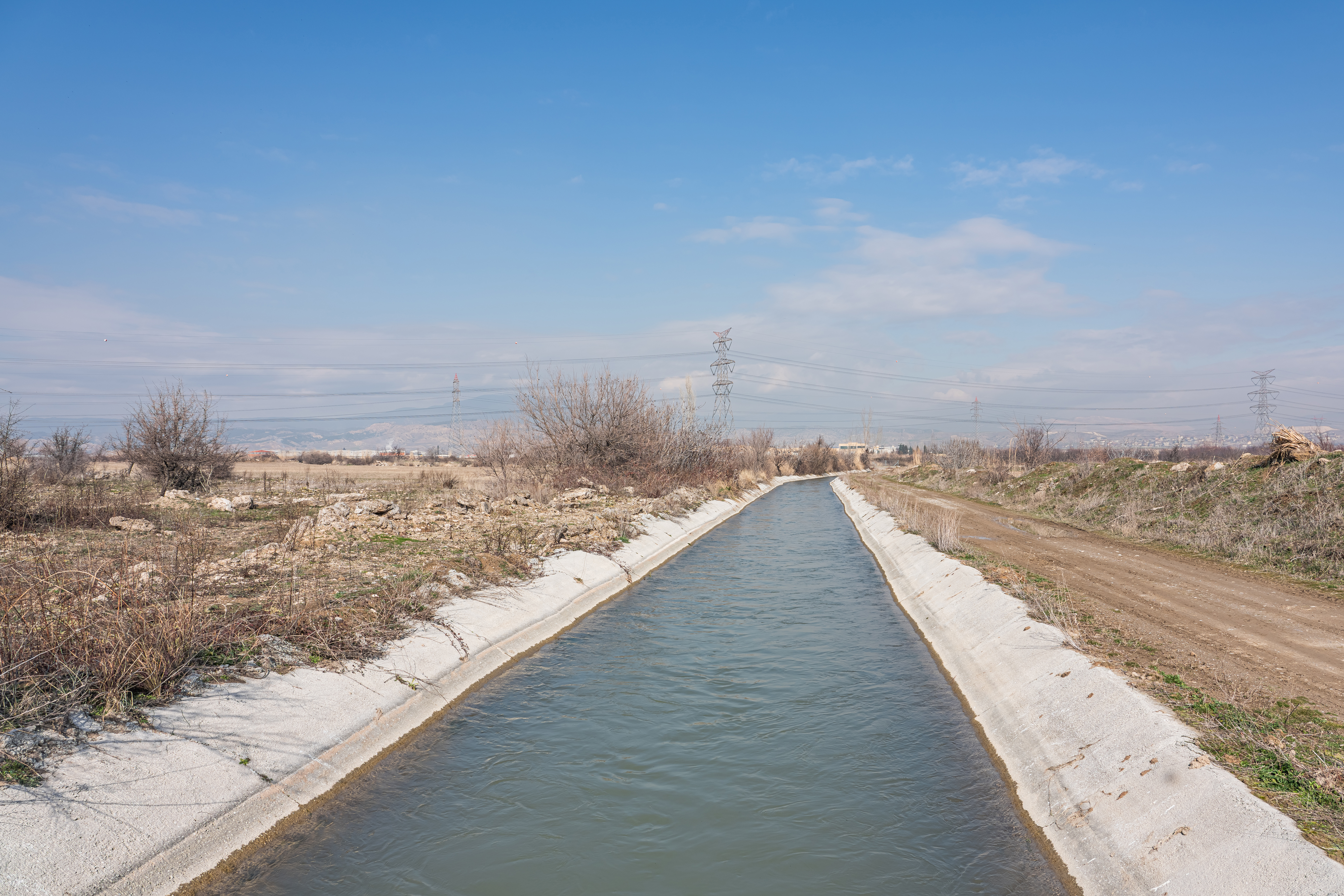
Vodní kanál na pozůstatcích Kolos

Keramické nálezy v okolí divadla potvrzují rané osídlení města ve třetím a druhém tisíciletí před naším letopočtem. Severovýchodně od tellu a pravděpodobně vně městských hradeb se na nekropoli nacházejí helénistické hrobky se dvěma hlavními styly pohřbívání: s předsíní spojenou s vnitřní komorou a tumuliemi neboli podzemními komorami, do nichž vedou schody. Mimo tell se nacházejí také pozůstatky částí sloupů, které mohly označovat procesní cestu neboli cardo.
Zbytky jednoho sloupu dnes označují místo, kde podle místních obyvatel kdysi stával chrám, pravděpodobně svatého Michaela. V blízkosti řeky Lykos jsou důkazy, že ve skále byly vytesány vodní kanály se soustavou potrubí a stavidel, které sloužily k odvádění vody ke koupání a k zemědělským a průmyslovým účelům. Posvátnost a léčivé účinky spojené s vodou v Kolosech v byzantské éře přetrvávají dodnes, zejména v tůni napájené řekou Lykos v piknikovém areálu Göz západně od Kolos na úpatí hory Kadmus. Místní obyvatelé považují vodu za léčivou.